# Zugspitzregion
Zur Zugspitzregion zählen auf deutscher Seite am Fuße der Zugspitze die Gemeinden Farchant, Oberau und Eschenlohe sowie der heilklimatische Kurort und einstige Austragungsort der IV. Olympischen Winterspiele (1936) Garmisch-Partenkirchen und Grainau mit der Seilbahn Zugspitze.
Die Zugspitz-Region ist eine der 14 Tourismusregionen in Oberbayern. Sie umfasst 22 Gemeinden nördlich des Wettersteingebirges. Landespolitisch gefördert wird sie als zusammenhängende Tourismusregion, die u. a. mit eigener Webpräsenz beworben wird. Eine solche Kennzeichnung einzelner oder mehrerer Kommunen als Tourismusregion wird im Rahmen des Landesentwicklungsprogramms Bayern (LEP) seit 2006 vom Bayerischen Landesamt für Statistik auf der Karte „Tourismusregionen* in Bayern“ vorgenommen.